# 글필하력
글필하력(契苾何力, ? ~ 677년)은 중국 당나라의 무장으로, 고구려와의 전쟁에서 활약하였다. 계필하력 또는 설필하력이라고도 한다.
철륵부(鐵勒部) 추장의 후손이다. 이물시막하가한(易勿施莫賀可汗) 가릉(哥楞)의 손자이며, 수나라 대업 연간에 막하돌특근(莫賀咄特勤, 바하투르 테긴)이 된 갈(葛)의 아들이다. 9세 때 아버지를 여의고 열해(熱海)에 살았다. 정관(貞觀) 6년(632년) 어머니와 함께 주민 천여 명을 이끌고 당나라에 귀순했다. 좌령군장군(佐領軍將軍)으로 토욕혼(吐谷渾)을 토벌해 습격해서 격파했다. 임조현주(臨洮縣主)에 올랐다. 총산도부대총관(蔥山道副大總管)이 되어 고창(高昌)과 구자(龜玆)를 평정했다. 정관 18년(644년) 당 태종이 직접 인솔한 1차 고구려 침공 때 참전하여 백암성(白巖城)을 공격하다 고구려 장군 고돌발에게 부상을 당했다. 안시성(安市城) 싸움에도 참전했지만 큰 손실만 입고 철군했다. 고종 때 서돌궐(西突厥)을 토벌해 그 공으로 좌효위대장군(左驍衛大將軍)으로 옮겼고, 성국공(郕國公)에 봉해졌다. 용삭(龍朔) 원년(661년) 2차 고구려 침공 때도 소정방(蘇定方)이 수로군(水路軍)을 맡고 그는 육로군을 지휘하여 평양성을 공략했지만, 연개소문의 아들 남생(男生)이 지휘하는 고구려군에게 크게 패하여 돌아갔다. 진군대장군(鎭軍大將軍)에 올라 양국공(凉國公)에 봉해졌다. 시호는 의(毅)다.

## 가계
- 아버지 : 미상
- 어머니 : 미상
  - 동생 : 글필사문(契苾沙門)

## 글필하력이 등장하는 작품
- 《삼국기》(KBS, 1992년~1993년 배우:장순국
- 《연개소문》(SBS, 2006~2007, 배우 : 이계인)

참고로 여기선 계필하력으로나옴

## 참고 문헌
- 《구당서》 권109, 글필하력전
- 《신당서》 권110, 제이번장, 글필하력전